# تفشي حمى الضنك في باكستان 2011
تفشي حمى الضنك في باكستان 2011 تعد حمى الضنك من الأمراض المعدية الهامة في باكستان مع انتشار الأوبئة بشكل متزايد. على الرغم من الجهود التي تبذلها حكومة باكستان وخاصة في البنجاب، فإن التكلفة العالية للوقاية حدت من قدرة باكستان على السيطرة على الأوبئة. في باكستان وفي صيف عام 2011 توفي أكثر من 300 شخص من حمى الضنك. كان انتشار المرض مع أكثر من 14.000. وحدث تفشي المرض في الغالب في منطقة لاهور في البنجاب باكستان.